# Capparis arborea
Capparis arborea là một loài thực vật có hoa trong họ Capparaceae. Loài này được (F.Muell.) Maiden mô tả khoa học đầu tiên năm 1904.